# Yukarıdamlapınar, Selim
Yukarıdamlapınar là một xã thuộc huyện Selim, tỉnh Kars, Thổ Nhĩ Kỳ. Dân số thời điểm năm 2010 là 570 người.